# Bandera per Vinnland
La bandera per Vinnland o amb més precisió, "de la República Popular Tecnocràtica de Vinnland" apareix al revers dels tres últims discs del grup musical estatunidenc Type O Negative per abastar tant els ideals polítics del seu cantant, Peter Steele, com són el neopaganisme, la connexió amb la natura i el socialisme com la seva herència islandesa per part de mare.
El nom de Vinland sembla que fou el nom que van donar els vikings a la zona del golf de Sant Llorenç, Nova Brunswick i Nova Escòcia, a l'actual Canadà.

## Disseny
La bandera va ser dissenyada utilitzant la imatge negativa de la bandera noruega, que converteix els colors vermell del camp, blanc del fimbriat i blau de la creu nòrdica verd, blanc i negre respectivament.
La bandera apareix en diverses portades de discs del grup, de vegades amb el lema "fet a la República Tecnocràtica Popular de Vinnland", i guarneix diversos objectes de marxandatge del mateix grup.

## Altres usos
Les primeres "banderes per Vinnland" ofertes per a la venda van ser fetes per Patriotic Flags Online Store en 2004. Posteriorment, el símbol ha guanyat ús com a bandera ètnica per diversos grups a l'Amèrica del Nord, incloent-hi nombrosos venedors, alguns grups neopagans germànics i grups polítics que identifiquen el nom de la colònia del segle xi a L'Anse aux Meadows, Terranova, anomenada Vinland en les sagues, amb les zones predominantment angloamericanes de les nacions modernes del Canadà i els Estats Units d'Amèrica. Fins i tot, s'ha mostrat al festival Finnskogen, celebrant pels finlandesos del bosc.